# یان گمیرک
یان گمیرک (انگلیسی: Jan Gmyrek؛ زادهٔ ۲ مارس ۱۹۵۱) بازیکن هندبال اهل لهستان است.